# Rens Rempt
Rens Rempt (Hoogwoud, 1 februari 1908 - Zaandam, 10 maart 1945) was een Nederlands verzetsstrijder  tijdens de Tweede Wereldoorlog. Hij was lid van de Raad van Verzet en de Binnenlandse Strijdkrachten.

## Biografie
Rempt werkte als stoker bij de Gemeente Lichtbedrijven. Hij woonde samen met zijn vrouw Maaijke Margaretha Tromp (1907-?) en vier kinderen aan de Trompstraat 6 in Alkmaar.

### Verzetswerk in de Tweede Wereldoorlog
In de herfst van 1943 sloot Rempt zich aan bij de Raad van Verzet, een landelijke overkoepelende organisatie van verzetsgroepen. Hij nam deel aan sabotageacties, zoals het beschadigen van spoorlijnen en telefoonkabels, en was betrokken bij overvallen, waaronder die op het gemeentehuis van Heiloo op 15 april 1944. Ook voerde hij aanslagen uit op leden van de Sicherheitsdienst (SD) en de NSB, waaronder de aanslag op J.L. Musman. Daarnaast hielp hij met het verspreiden van illegale verzetskranten.
Vanaf september 1944 was Rempt actief in het kader van de Binnenlandse Strijdkrachten in het gebied Noord-Holland-Noord (gewest 11). Daar hield hij zich onder meer bezig met het transport van gedropte wapens. In de laatste fase van de oorlog probeerde hij Duits Wehrmacht soldaten en SS-leden over te halen om te deserteren, vooral om hun wapens en uniformen in handen te krijgen voor verzetsoperaties. Ondanks waarschuwingen van zijn commandanten, Jan Brasser en Jan Leeuwerke, ging Rempt onvermoeibaar door met deze acties. 

### Gevangenneming en executie
Op 18 februari 1945 werd Rempt gearresteerd in een café in Alkmaar. Hij was daar in gesprek met een lid van de Waffen-SS die had aangegeven te willen deserteren. In werkelijkheid had de SS'er de Feldgendarmerie ingelicht. Deze betrapte Rempt op heterdaad. Hij werd hardhandig verhoord en zou een notitieboekje bij zich hebben gehad met namen en adressen van verzetsleden, wat mogelijk tot meerdere arrestaties leidde. De volgende dag werd hij overgebracht naar het Huis van Bewaring I (Weteringschans) in Amsterdam. Hij kreeg een plek op de lijst van Toteskandidaten. 
Op 10 maart werd Rens Rempt samen met vier medestrijders uit zijn verzetsgroep (te weten Johannes Petrus Jacobus van Roon, Gerardus Hubertus Cevat, Antonius Johannes van de Kamer en Willem Zwart) geboeid en per auto naar Zaandam vervoerd. De vijf moesten plaatsnemen op het talud naast de Troelstrabrug (Prins Bernhardbrug). Hier werden zij zonder pardon en mededogen gefusilleerd. Hun dood was een vergelding voor de dood van Willem Elhardt, NSB'er en chef van de waterpolitie in Zaandam. Elhardt was eerder door het verzet geliquideerd. 
De bezetters lieten hun lichamen door de begrafenisondernemer Johan Bleekemolen in een massagraf in de duinen bij Overveen begraven. Hun lichamen werden op 20 juni 1945 teruggevonden. Rempt ligt inmiddels begraven op de Eerebegraafplaats Bloemendaal, grafvak 32.